# Metopius coreanus
Metopius coreanus är en stekelart som beskrevs av Tohru Uchida 1930. Metopius coreanus ingår i släktet Metopius och familjen brokparasitsteklar. Inga underarter finns listade i Catalogue of Life.